# Афина Варвакион

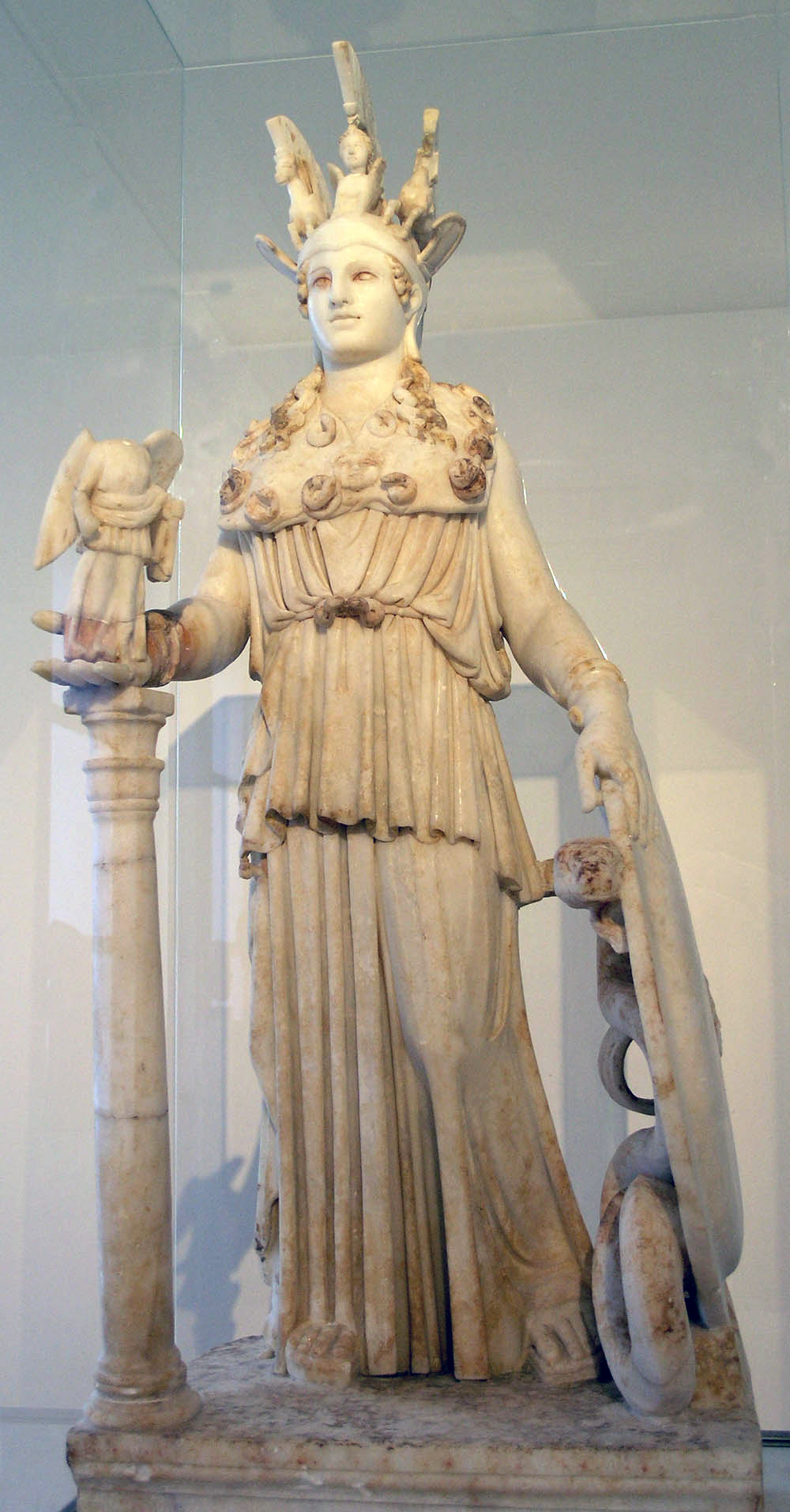
Афина Варвакион выставлена в Национальном археологическом музее в Афинах

Афина Варвакион — древнеримская статуя, копия работы Фидия «Афина Парфенос», ныне являющаяся частью коллекции Национального археологического музея Афин. Принято считать, что это наиболее точная копия хрисоэлефантинной статуи, созданной Фидием и его помощниками, которая когда-то стояла в Парфеноне. Она датируется 200—250 годами н. э.
Афина Варвакион имеет высоту 1,05 м, что примерно составляет 1/12 от предполагаемой высоты оригинала. Статуя была вырезана из мрамора Пенделикона и имеет следы красной и жёлтой краски. Афина облачена в пеплос, подпоясанный поясом в виде двух змей. Поверх него надета эгида, украшенная змеями и с горгонейоном в центре. На голову Афины одет аттический шлем с поднятыми щековыми щитками, который имеет три гребня, центральный из которых содержит изображение Сфинкса, а боковые — Пегаса. Левая рука богини покоится на краю щита, на котором также изображён горгонейон. Щит опирается на ойкурос офис (священного змея), отождествляемого с Эрихтонием, легендарным основателем города. Вытянутая правая рука Афины опирается на колонну и держит крылатую фигуру Ники, голова которой отсутствует. Эта малая фигура также облачена в пеплос и несколько повёрнута к главной фигуре. Вся композиция покоится на прямоугольном основании.
Можно отметить некоторые различия между Афиной Варвакион и оригиналом, описанным Павсанием и Плинием Старшим. Основание Афины Парфенос было украшено фризом, изображающим рождение Пандоры, тогда как у копии основание простовато. Павсаний также описывает копье, которого нет у копии. На щите спереди отсутствует сцена амазономахии, которую упоминал Плиний. Присутствие колонны у Афины Варвакион обсуждается в спорах о том, требовал ли оригинал подобной поддержки. Так многие копии статуи не используют её (например, в нэшвилльском Парфеноне).
Статуя названа в честь места её обнаружения в 1880 году, недалеко от первоначального нахождения школы Варвакион.